# EHF Liga Mistrzów 2013/2014
EHF Liga Mistrzów 2013/2014 – 54. edycja Ligi Mistrzów w piłce ręcznej mężczyzn. W rozgrywkach uczestniczyło 38 drużyn. 16 drużyn walczyło w kwalifikacjach o fazę grupową, w której rozstawiono 24 drużyny.
EHF Ligę Mistrzów 2013/2014 wygrała niemiecka drużyna SG Flensburg-Handewitt, która w finale pokonała THW Kiel. Trzecie miejsce zajęła FC Barcelona.
Polskę reprezentowały Vive Targi Kielce, które jako mistrz Polski zostały rozstawione w fazie grupowej oraz Orlen Wisła Płock, która wygrała turniej o dziką kartę.

## Drużyny uczestniczące
| Faza grupowa                | Faza grupowa            | Faza grupowa               | Faza grupowa              |
| --------------------------- | ----------------------- | -------------------------- | ------------------------- |
| THW Kiel (1.)               | Paris SG Handball (1.)  | RK Gorenje Velenje (1.)    | Wacker Thun (1.)          |
| SG Flensburg-Handewitt (2.) | Dunkerque HBGL (2.)     | Celje Pivovarna Laško (2.) | RK Zagrzeb (1.)           |
| Rhein-Neckar Löwen (3.)     | Aalborg Håndbold (1.)   | St. Petersburg HC (2.)     | Vive Targi Kielce (1.)    |
| FC Barcelona (1.)           | KIF Kolding (2.)        | MKB Veszprém KC (1.)       | RK Wardar Skopje (1.)     |
| CB Ciudad de Logroño (3.)   | 7 drużyn z kwalifikacji | 7 drużyn z kwalifikacji    | 7 drużyn z kwalifikacji   |
| Kwalifikacje                |                         |                            |                           |
| Turnieje kwalifikacyjne     | Turnieje kwalifikacyjne | Turnieje kwalifikacyjne    | Dzikie karty              |
| HCM Constanța (1.)          | Elverum Håndball (1.)   | HV KRAS/Volendam (1.)      | Füchse Berlin (4.)        |
| FC Porto (1.)               | Dynama Mińsk (1.)       | Handball Esch (1.)         | HSV HamburgOT (5.)        |
| HK Drott (1.)               | AEK Ateny HC (1.)       |                            | Montpellier Handball (3.) |
| RK Vojvodina (1.)           | Alpla HC Hard (1.)      | MOL-Pick Szeged (2.)       |                           |
| HK Motor Zaporoże (1.)      | Tatran Preszów (1.)     | Orlen Wisła Płock (2.)     |                           |
| RK Borac Banja Luka (1.)    | Beşiktaş JK (1.)        | RK Metalurg Skopje (2.)    |                           |

Uwagi/legenda
- OT Obrońca tytułu
- Drużyny które zakwalifikowały się do fazy grupowej

## System rozgrywek
EHF Liga Mistrzów piłkarzy ręcznych w sezonie 2013/2014 składa się z czterech rund: turniejów kwalifikacyjnych do fazy grupowej, fazy grupowej, fazy play-off oraz Final Four.
- Turnieje kwalifikacyjne: w turniejach kwalifikacyjnych uczestniczyło 14 drużyn. 12 drużyn zostało podzielonych na 3 grupy oraz 2 zespoły, które zagrały dwumecz między sobą. Do fazy grupowej awansowały trzy najlepsze drużyny, te które zajęły pierwsze miejsce w swoich grupach oraz zwycięzca dwumeczu. Dodatkowo zostały rozegrane dwumecze pomiędzy 6 zespołami o dzikie karty. Trzy miejsca w fazie grupowej otrzymali zwycięzcy dwumeczy.
- Faza grupowa: w fazie grupowej są rozstawione 24 drużyny, podzielone na 4 grupy po 6 zespołów. Cztery najlepsze drużyny z każdej grupy awansują do fazy play-off
- Faza play-off: składa się z 1/8 oraz 1/4 finału. Do Final Four awansują 4 najlepsze drużyny, które wygrają 1/4 finału.
- Final Four: uczestniczą w nim będą zwycięzcy 1/4 finału. Final Four składa się z półfinałów, meczu o 3. miejsce oraz finału.

## Faza grupowa
W fazie grupowej rozstawione były 24 drużyny, które zostały podzielone na 4 grupy po 6 zespołów. Cztery najlepsze drużyny z każdej grupy awansowały do fazy pucharowej.
Losowanie odbyło się 28 czerwca 2013 o 20:15 czasu lokalnego w Glorieta w Wiedniu. 24 zespoły zostały podzielone na cztery grupy po sześć drużyn. Zespoły były losowane z sześciu koszyków. Drużyny z tego samego koszyka, nie mogły trafić do tej samej grupy.
| Koszyk 1         |
| ---------------- |
| THW Kiel         |
| FC Barcelona     |
| Aalborg Håndbold |
| MKB Veszprém KC  |

| Koszyk 2           |
| ------------------ |
| Vive Targi Kielce  |
| RK Zagrzeb         |
| Paris SG Handball  |
| RK Gorenje Velenje |

| Koszyk 3               |
| ---------------------- |
| SG Flensburg-Handewitt |
| Orlen Wisła Płock      |
| St. Petersburg HC      |
| RK Wardar Skopje       |

| Koszyk 4             |
| -------------------- |
| KIF Kolding          |
| Wacker Thun          |
| Rhein-Neckar Löwen   |
| CB Ciudad de Logroño |

| Koszyk 5              |
| --------------------- |
| Dunkerque HBGL        |
| Celje Pivovarna Laško |
| HK Drott              |
| Dynama Mińsk          |

| Koszyk 6           |
| ------------------ |
| HK Motor Zaporoże  |
| FC Porto           |
| RK Metalurg Skopje |
| HSV Hamburg        |

### Grupa A
| Lp. | Drużyna               | M  | Mecze | Mecze | Mecze | Bramki | Bramki | Bramki | Pkt |
| Lp. | Drużyna               | M  | W     | R     | P     | +      | −      | +/−    | Pkt |
| --- | --------------------- | -- | ----- | ----- | ----- | ------ | ------ | ------ | --- |
| 1.  | MKB Veszprém KC       | 10 | 8     | 1     | 1     | 303    | 243    | +60    | 17  |
| 2.  | Rhein-Neckar Löwen    | 10 | 7     | 2     | 1     | 305    | 252    | +53    | 16  |
| 3.  | Celje Pivovarna Laško | 10 | 4     | 1     | 5     | 269    | 272    | −3     | 9   |
| 4.  | HK Motor Zaporoże     | 10 | 4     | 1     | 5     | 277    | 296    | −19    | 9   |
| 5.  | RK Zagrzeb            | 10 | 4     | 0     | 6     | 267    | 282    | −15    | 8   |
| 6.  | St. Petersburg HC     | 10 | 0     | 1     | 9     | 216    | 292    | −76    | 1   |

### Grupa B
| Lp. | Drużyna           | M  | Mecze | Mecze | Mecze | Bramki | Bramki | Bramki | Pkt |
| Lp. | Drużyna           | M  | W     | R     | P     | +      | −      | +/−    | Pkt |
| --- | ----------------- | -- | ----- | ----- | ----- | ------ | ------ | ------ | --- |
| 1.  | THW Kiel          | 10 | 8     | 1     | 1     | 298    | 268    | +30    | 17  |
| 2.  | KIF Kolding       | 10 | 7     | 0     | 3     | 249    | 240    | +9     | 14  |
| 3.  | Vive Targi Kielce | 10 | 6     | 1     | 3     | 307    | 276    | +31    | 13  |
| 4.  | Orlen Wisła Płock | 10 | 4     | 0     | 6     | 275    | 277    | −2     | 8   |
| 5.  | FC Porto          | 10 | 2     | 1     | 7     | 241    | 278    | −37    | 5   |
| 6.  | Dunkerque HBGL    | 10 | 1     | 1     | 8     | 237    | 268    | −31    | 3   |

### Grupa C
| Lp. | Drużyna            | M  | Mecze | Mecze | Mecze | Bramki | Bramki | Bramki | Pkt |
| Lp. | Drużyna            | M  | W     | R     | P     | +      | −      | +/−    | Pkt |
| --- | ------------------ | -- | ----- | ----- | ----- | ------ | ------ | ------ | --- |
| 1.  | FC Barcelona       | 10 | 8     | 1     | 1     | 348    | 256    | +92    | 17  |
| 2.  | Paris SG Handball  | 10 | 6     | 1     | 3     | 315    | 288    | +27    | 13  |
| 3.  | RK Metalurg Skopje | 10 | 5     | 2     | 3     | 256    | 265    | −9     | 12  |
| 4.  | RK Wardar Skopje   | 10 | 4     | 2     | 4     | 269    | 263    | +6     | 10  |
| 5.  | Dynama Mińsk       | 10 | 3     | 1     | 6     | 266    | 295    | −29    | 7   |
| 6.  | Wacker Thun        | 10 | 0     | 1     | 9     | 242    | 329    | −87    | 1   |

### Grupa D
| Lp. | Drużyna                | M  | Mecze | Mecze | Mecze | Bramki | Bramki | Bramki | Pkt |
| Lp. | Drużyna                | M  | W     | R     | P     | +      | −      | +/−    | Pkt |
| --- | ---------------------- | -- | ----- | ----- | ----- | ------ | ------ | ------ | --- |
| 1.  | HSV Hamburg            | 10 | 9     | 0     | 1     | 330    | 266    | +64    | 18  |
| 2.  | SG Flensburg-Handewitt | 10 | 8     | 1     | 1     | 314    | 272    | +42    | 17  |
| 3.  | RK Gorenje Velenje     | 10 | 4     | 0     | 6     | 307    | 320    | −13    | 8   |
| 4.  | Aalborg Håndbold       | 10 | 4     | 0     | 6     | 275    | 265    | +10    | 8   |
| 5.  | CB Ciudad de Logroño   | 10 | 3     | 2     | 5     | 292    | 320    | −28    | 8   |
| 6.  | HK Drott               | 10 | 0     | 1     | 9     | 289    | 364    | −75    | 1   |

## Faza pucharowa
Faza pucharowa składała się z 1/8, 1/4 finału oraz Final Four, do której awansowały 4 najlepsze drużyny, które wygrały ćwierćfinały.

### 1/8 finału
Losowanie odbyło się 25 lutego 2014 o 12:00 czasu lokalnego w Wiedniu. 16 zespołów zostało podzielonych na cztery koszyki po cztery drużyny. Drużyny z tego samego koszyka nie mogły na siebie trafić.
| Koszyk 1        |
| --------------- |
| MKB Veszprém KC |
| THW Kiel        |
| FC Barcelona    |
| HSV Hamburg     |

| Koszyk 2               |
| ---------------------- |
| Rhein-Neckar Löwen     |
| KIF Kolding            |
| Paris SG Handball      |
| SG Flensburg-Handewitt |

| Koszyk 3              |
| --------------------- |
| Celje Pivovarna Laško |
| Vive Targi Kielce     |
| RK Metalurg Skopje    |
| RK Gorenje Velenje    |

| Koszyk 4          |
| ----------------- |
| HK Motor Zaporoże |
| Orlen Wisła Płock |
| RK Wardar Skopje  |
| Aalborg Håndbold  |

Wyniki
| Drużyna 1                            | Wynik dwumeczu | Drużyna 2              | Pierwszy mecz | Drugi mecz |
| ------------------------------------ | -------------- | ---------------------- | ------------- | ---------- |
| HK Motor Zaporoże                    | 56:71          | THW Kiel               | 28:31         | 28:40      |
| Aalborg Håndbold                     | 42:60          | FC Barcelona           | 22:29         | 20:31      |
| RK Wardar Skopje                     | 58:57          | HSV Hamburg            | 28:28         | 30:29      |
| Orlen Wisła Płock                    | 60:64          | MKB Veszprém KC        | 34:33         | 26:31      |
| RK Gorenje Velenje                   | 55:62          | Paris SG Handball      | 30:28         | 25:34      |
| Celje Pivovarna Laško                | 53:55          | SG Flensburg-Handewitt | 26:25         | 27:30      |
| RK Metalurg Skopje                   | 53:43          | KIF Kolding            | 23:17         | 30:26      |
| Vive Targi Kielce                    | 55:55          | Rhein-Neckar Löwen     | 32:28         | 23:27      |
| Po lewej gospodarz pierwszego meczu. |                |                        |               |            |

| 20 marca 2014 | HK Motor Zaporoże | 28:31   | THW Kiel                      |                                                                                         |
| 19:15         | Inal Aflitulin 6  | (14:16) | 7 Filip Jícha · 7 Marko Vujin | Széchenyi István Egyetem Arena, Győr Widzów: 1900 Sędzia: Nenad Nikolić Dušan Stojković |
| 19:15         | 6× · 3×           | (14:16) | 5× · 3×                       | Széchenyi István Egyetem Arena, Győr Widzów: 1900 Sędzia: Nenad Nikolić Dušan Stojković |

| 22 marca 2014 | Vive Targi Kielce    | 32:28   | Rhein-Neckar Löwen |                                                                         |
| 16:10         | Krzysztof Lijewski 9 | (17:13) | 7 Patrick Groetzki | Hala Legionów, Kielce Widzów: 4000 Sędzia: Andrei Gousko Siarhei Repkin |
| 16:10         | 4× · 3×              | (17:13) | 5× · 3× · 1×       | Hala Legionów, Kielce Widzów: 4000 Sędzia: Andrei Gousko Siarhei Repkin |

| 22 marca 2014 | RK Wardar Skopje | 28:38   | HSV Hamburg       |                                                                                              |
| 18:00         | Timur Dibirow 9  | (14:16) | 9 Stefan Schröder | Centrum sportowe „Boris Trajkowski”, Skopje Widzów: 6400 Sędzia: Csaba Dobrovits Peter Tajok |
| 18:00         | 2× · 1×          | (14:16) | 5× · 2× · 1×      | Centrum sportowe „Boris Trajkowski”, Skopje Widzów: 6400 Sędzia: Csaba Dobrovits Peter Tajok |

| 22 marca 2014 | RK Gorenje Velenje | 30:28   | Paris SG Handball |                                                                          |
| 20:30         | Mario Šoštarič 9   | (16:13) | 7 Fahrudin Melić  | Rdeča dvorana, Velenje Widzów: 1500 Sędzia: Holger Fleisch Jürgen Rieber |
| 20:30         | 5× · 3×            | (16:13) | 1× · 2×           | Rdeča dvorana, Velenje Widzów: 1500 Sędzia: Holger Fleisch Jürgen Rieber |

| 23 marca 2014 | Aalborg Håndbold | 22:29   | FC Barcelona                                             |                                                                       |
| 15:00         | Morten Slundt 6  | (13:15) | 4 Eduardo Gurbindo · 4 Nikola Karabatić · 4 Víctor Tomás | Gigantium, Aalborg Widzów: 4666 Sędzia: Matija Gubica Boris Milošević |
| 15:00         | 3× · 3×          | (13:15) | 2× · 3×                                                  | Gigantium, Aalborg Widzów: 4666 Sędzia: Matija Gubica Boris Milošević |

| 23 marca 2014 | RK Metalurg Skopje | 23:17  | KIF Kolding                                              | |
| 16:55         | Morten Slundt 6    | (14:9) | 4 Eduardo Gurbindo · 4 Nikola Karabatić · 4 Víctor Tomás | Centrum sportowe „Boris Trajkowski”, Skopje Widzów: 6963 Sędzia: Bogdan Nicolae Stark Romeo Mihai Stefan |
| 16:55         | 5× · 3×            | (14:9) | 3× · 3×                                                  | Centrum sportowe „Boris Trajkowski”, Skopje Widzów: 6963 Sędzia: Bogdan Nicolae Stark Romeo Mihai Stefan |

| 23 marca 2014 | Orlen Wisła Płock  | 34:33   | MKB Veszprém KC |                                                                   |
| 19:00         | Valentin Ghionea 7 | (16:16) | 9 Renato Sulić  | Orlen Arena, Płock Widzów: 5467 Sędzia: Nenad Krstic Peter Ljubic |
| 19:00         | 5× · 3×            | (16:16) | 2× · 3×         | Orlen Arena, Płock Widzów: 5467 Sędzia: Nenad Krstic Peter Ljubic |

| 23 marca 2014 | Celje Pivovarna Laško | 26:25   | SG Flensburg-Handewitt |                                                                              |
| 19:15         | Nemanja Zelenović 8   | (13:12) | 7 Holger Glandorf      | Dvorana Zlatorog, Celje Widzów: 4500 Sędzia: Oyvind Togstad Rune Kristiansen |
| 19:15         | 2× · 3×               | (13:12) | 3× · 3×                | Dvorana Zlatorog, Celje Widzów: 4500 Sędzia: Oyvind Togstad Rune Kristiansen |

| 29 marca 2014 | MKB Veszprém KC | 31:26   | Orlen Wisła Płock                                                               |                                                                                   |
| 14:00         | Momir Ilić 7    | (16:11) | 4 Marcin Lijewski · 4 Petar Nenadić · 4 Muhamed Toromanović · 4 Adam Wiśniewski | Veszprém Aréna, Veszprém Widzów: 5019 Sędzia: Sorin-Laurentiu Dinu Constantin Din |
| 14:00         | 9× · 3× · 1×    | (16:11) | 4× · 3× · 1×                                                                    | Veszprém Aréna, Veszprém Widzów: 5019 Sędzia: Sorin-Laurentiu Dinu Constantin Din |

| 29 marca 2014 | SG Flensburg-Handewitt                                     | 30:27   | Celje Pivovarna Laško |                                                                            |
| 17:30         | Anders Eggert 6 · Jim Gottfridsson 6 · Lasse Svan Hansen 6 | (15:14) | 8 Gašper Marguč       | Flens-Arena, Flensburg Widzów: 4027 Sędzia: Evgenij Zotin Nikolaj Volodkov |
| 17:30         | 3× · 3×                                                    | (15:14) | 5× · 3×               | Flens-Arena, Flensburg Widzów: 4027 Sędzia: Evgenij Zotin Nikolaj Volodkov |

| 29 marca 2014 | FC Barcelona    | 31:20   | Aalborg Håndbold                        |                                                                                |
| 20:30         | Kirił Łazarow 6 | (16:11) | 4 Mads Mensah Larsen · 4 Håvard Tvedten | Palau Blaugrana, Barcelona Widzów: 2514 Sędzia: Michael Johansson Jasmin Kliko |
| 20:30         | 1× · 2×         | (16:11) | 3× · 3×                                 | Palau Blaugrana, Barcelona Widzów: 2514 Sędzia: Michael Johansson Jasmin Kliko |

| 30 marca 2014 | KIF Kolding                       | 26:30   | RK Metalurg Skopje |                                                                         |
| 16:45         | Albert Rocas 5 · Bo Spellerberg 5 | (13:15) | 10 Renato Vugrinec | TRE-FOR Arena, Kolding Widzów: 2857 Sędzia: Václav Horáček Jiří Novotný |
| 16:45         | 4× · 2×                           | (13:15) | 5× · 2×            | TRE-FOR Arena, Kolding Widzów: 2857 Sędzia: Václav Horáček Jiří Novotný |

| 30 marca 2014 | Paris SG Handball                    | 34:25   | RK Gorenje Velenje                              |                                                                                               |
| 17:00         | Róbert Gunnarsson 7 · Espen Hansen 7 | (17:17) | 5 Senjamin Burić · 5 Niko Medved · 5 Staš Skube | Stade Pierre de Coubertin, Paryż Widzów: 2750 Sędzia: Oscar Raluy Lopez Angel Sabroso Ramirez |
| 17:00         | 3× · 3×                              | (17:17) | 3× · 3×                                         | Stade Pierre de Coubertin, Paryż Widzów: 2750 Sędzia: Oscar Raluy Lopez Angel Sabroso Ramirez |

| 30 marca 2014 | THW Kiel      | 40:28   | HK Motor Zaporoże    |                                                                           |
| 17:15         | Filip Jícha 6 | (20:13) | 6 Serhij Onufrijenko | Sparkassen-Arena, Kilonia Widzów: 8000 Sędzia: Thierry Dentz Denis Reibel |
| 17:15         | 2× · 3×       | (20:13) | 3× · 3×              | Sparkassen-Arena, Kilonia Widzów: 8000 Sędzia: Thierry Dentz Denis Reibel |

| 30 marca 2014 | HSV Hamburg                           | 29:30   | RK Wardar Skopje |                                                                             |
| 18:45         | Domagoj Duvnjak 7 · Stefan Schröder 7 | (15:17) | 8 Igor Karačić   | Sporthalle Hamburg, Hamburg Widzów: 2904 Sędzia: Martin Gjeding Mads Hansen |
| 18:45         | 2× · 3×                               | (15:17) | 3× · 3×          | Sporthalle Hamburg, Hamburg Widzów: 2904 Sędzia: Martin Gjeding Mads Hansen |

| 31 marca 2014 | Rhein-Neckar Löwen                               | 27:23   | Vive Targi Kielce |                                                                        |
| 19:00         | Patrick Groetzki 5 · Stefán Rafn Sigurmannsson 5 | (16:14) | 5 Michał Jurecki  | SAP Arena, Mannheim Widzów: 8805 Sędzia: Sławe Nikołow Ǵorgi Naczewski |
| 19:00         | 3× · 3×                                          | (16:14) | 3× · 3×           | SAP Arena, Mannheim Widzów: 8805 Sędzia: Sławe Nikołow Ǵorgi Naczewski |

### 1/4 finału
Losowanie odbyło się 1 kwietnia 2014 w Wiedniu. 8 zespołów zostało podzielonych na dwa koszyki po cztery drużyny. Drużyny z tego samego koszyka nie mogły na siebie trafić.
| Koszyk 1         |
| ---------------- |
| MKB Veszprém KC  |
| THW Kiel         |
| FC Barcelona     |
| RK Wardar Skopje |

| Koszyk 2               |
| ---------------------- |
| Rhein-Neckar Löwen     |
| RK Metalurg Skopje     |
| Paris SG Handball      |
| SG Flensburg-Handewitt |

Wyniki
| Drużyna 1                            | Wynik dwumeczu | Drużyna 2        | Pierwszy mecz | Drugi mecz |
| ------------------------------------ | -------------- | ---------------- | ------------- | ---------- |
| Rhein-Neckar Löwen                   | 62:62          | FC Barcelona     | 38:31         | 24:31      |
| SG Flensburg-Handewitt               | 49:49          | RK Wardar Skopje | 24:22         | 25:27      |
| RK Metalurg Skopje                   | 47:65          | THW Kiel         | 21:31         | 26:34      |
| Paris SG Handball                    | 52:59          | MKB Veszprém KC  | 26:28         | 26:31      |
| Po lewej gospodarz pierwszego meczu. |                |                  |               |            |

| 19 kwietnia 2014 | Paris SG Handball | 26:28   | MKB Veszprém KC |                                                                                     |
| 16:30            | Jeffrey M'tima 5 · Mikkel Hansen 4 · Marko Kopljar 4 · Fahrudin Melić 4 · Daniel Narcisse 3 · Igor Vori 3 · Luc Abalo 2 · Ásgeir Örn Hallgrímsson 1 | (14:12) | 9 László Nagy · 7 Momir Ilić · 3 Renato Sulić · 2 Gergő Iváncsik · 2 Tamás Iváncsik · 2 Chema Rodríguez · 2 Cristian Ugalde · 1 Péter Gulyás | Stade Pierre de Coubertin, Paryż Widzów: 3600 Sędzia: Matija Gubica Boris Milošević |
| 16:30            | 3× | (14:12) | 4× · 3× | Stade Pierre de Coubertin, Paryż Widzów: 3600 Sędzia: Matija Gubica Boris Milošević |

| 19 kwietnia 2014 | RK Metalurg Skopje                                                                                             | 21:31  | THW Kiel | |
| 18:30            | Dejan Manaskow 6 · Pawieł Atman 4 · Luka Cindrić 3 · Złatko Mojsoski 3 · Renato Vugrinec 3 · Wanczo Dimowski 2 | (9:14) | 8 Marko Vujin · 7 Aron Pálmarsson · 5 Niclas Ekberg · 5 Patrick Wiencek · 2 Wa’il Dżalluz · 2 Filip Jícha · 1 Guðjón Valur Sigurðsson · 1 Christian Zeitz | Centrum sportowe „Boris Trajkowski”, Skopje Widzów: 6963 Sędzia: Michal Badura Jaroslav Ondogrecula |
| 18:30            | 3× · 3× | (9:14) | 5× · 2× · 1× | Centrum sportowe „Boris Trajkowski”, Skopje Widzów: 6963 Sędzia: Michal Badura Jaroslav Ondogrecula |

| 20 kwietnia 2014 | Rhein-Neckar Löwen | 38:31   | FC Barcelona |                                                                       |
| 19:15            | Uwe Gensheimer 14 · Bjarte Myrhol 6 · Kim Ekdahl Du Rietz 5 · Patrick Groetzki 5 · Alexander Petersson 3 · David Schmidt 3 · Siergiej Gorbok 1 · Gedeón Guardiola 1 | (22:14) | 10 Kirił Łazarow · 4 Raúl Entrerríos · 4 Nikola Karabatić · 4 Jesper Nøddesbo · 3 Daniel Sarmiento · 2 Juanín García Lorenzana · 2 Siarhiej Rutenka · 1 Eduardo Gurbindo · 1 Víctor Tomás | SAP Arena, Mannheim Widzów: 12 900 Sędzia: Thierry Dentz Denis Reibel |
| 19:15            | 5× · 3× | (22:14) | 3× · 3× | SAP Arena, Mannheim Widzów: 12 900 Sędzia: Thierry Dentz Denis Reibel |

| 21 kwietnia 2014 | SG Flensburg-Handewitt | 24:22   | RK Wardar Skopje |                                                                                 |
| 19:00            | Anders Eggert 6 · Lasse Svan Hansen 5 · Holger Glandorf 4 · Thomas Mogensen 4 · Jim Gottfridsson 2 · Jacob Heinl 1 · Michael V. Knudsen 1 · Draško Nenadić 1 | (13:14) | 9 Igor Karačić · 4 Matijaž Brumen · 3 Timur Dibirow · 3 Alem Toskić · 1 Alex Dujshebaev · 1 Filip Łazarow · 1 Nemanja Pribak | Flens-Arena, Flensburg Widzów: 6000 Sędzia: Sorin-Laurentiu Dinu Constantin Din |
| 19:00            | 5× · 3× | (13:14) | 3× · 3× | Flens-Arena, Flensburg Widzów: 6000 Sędzia: Sorin-Laurentiu Dinu Constantin Din |

| 26 kwietnia 2014 | MKB Veszprém KC | 31:26   | Paris SG Handball |                                                                             |
| 16:00            | Momir Ilić 8 · Renato Sulić 8 · László Nagy 4 · Tamás Iváncsik 3 · Gergő Iváncsik 2 · Mirsad Terzić 2 · Uroš Vilovski 2 · Chema Rodríguez 1 · Carlos Ruesga Pasarin 1 | (12:12) | 9 Mikkel Hansen · 6 Samuel Honrubia · 3 Daniel Narcisse · 3 Igor Vori · 2 Luc Abalo · 1 Antonio García Robledo · 1 Ásgeir Örn Hallgrímsson · 1 Marko Kopljar | Veszprém Aréna, Veszprém Widzów: 5019 Sędzia: Sławe Nikołow Ǵorgi Naczewski |
| 16:00            | 5× · 3× | (12:12) | 3× · 3× | Veszprém Aréna, Veszprém Widzów: 5019 Sędzia: Sławe Nikołow Ǵorgi Naczewski |

| 26 kwietnia 2014 | RK Wardar Skopje | 27:25   | SG Flensburg-Handewitt | |
| 17:00            | Matijaž Brumen 7 · Alex Dujshebaev 4 · Michaił Czipurin 3 · Timur Dibirow 3 · Nemanja Pribak 3 · Igor Karačić 2 · Dobrivoje Marković 2 · Filip Łazarow 1 · Luka Raković 1 · Alem Toskić 1 | (10:15) | 7 Anders Eggert · 4 Holger Glandorf · 4 Michael V. Knudsen · 3 Jim Gottfridsson · 3 Steffen Weinhold · 2 Lasse Svan Hansen · 1 Jacob Heinl · 1 Thomas Mogensen | Centrum sportowe „Boris Trajkowski”, Skopje Widzów: 6963 Sędzia: Oscar Raluy Lopez Angel Sabroso Ramirez |
| 17:00            | 3× · 2× | (10:15) | 3× · 3× | Centrum sportowe „Boris Trajkowski”, Skopje Widzów: 6963 Sędzia: Oscar Raluy Lopez Angel Sabroso Ramirez |

| 26 kwietnia 2014 | FC Barcelona | 31:24   | Rhein-Neckar Löwen |                                                                                         |
| 20:15            | Nikola Karabatić 7 · Víctor Tomás 6 · Siarhiej Rutenka 5 · Raúl Entrerríos 3 · Eduardo Gurbindo 3 · Juanín García Lorenzana 2 · Kirił Łazarow 2 · Cédric Sorhaindo 2 · Daniel Sarmiento 1 | (15:11) | 7 Patrick Groetzki · 5 Siergiej Gorbok · 4 Alexander Petersson · 3 David Schmidt · 2 Kim Ekdahl Du Rietz · 2 Uwe Gensheimer · 1 Bjarte Myrhol | Palau Blaugrana, Barcelona Widzów: 6814 Sędzia: Bogdan Nicolae Stark Romeo Mihai Stefan |
| 20:15            | 3× · 3× | (15:11) | 4× · 3× | Palau Blaugrana, Barcelona Widzów: 6814 Sędzia: Bogdan Nicolae Stark Romeo Mihai Stefan |

| 27 kwietnia 2014 | THW Kiel | 34:26   | RK Metalurg Skopje |                                                                               |
| 14:15            | Dominik Klein 8 · Niclas Ekberg 7 · Wa’il Dżalluz 4 · Christian Zeitz 4 · René Toft Hansen 3 · Marko Vujin 3 · Guðjón Valur Sigurðsson 2 · Patrick Wiencek 2 · Christian Sprenger 1 | (19:11) | 7 Renato Vugrinec · 6 Luka Cindrić · 3 Nikola Kedžo · 3 Filip Tałeski · 2 Dejan Manaskow · 2 Nikola Markoski · 2 Filip Mirkułowski · 1 Goce Ojleski | Sparkassen-Arena, Kilonia Widzów: 8200 Sędzia: Zigmars Stolarovs Renars Licis |
| 14:15            | 5× · 2× · 1× | (19:11) | 7× · 1× · 2× | Sparkassen-Arena, Kilonia Widzów: 8200 Sędzia: Zigmars Stolarovs Renars Licis |

### Final Four
W fazie Final Four udział wzięły cztery najlepsze zespoły, które zwyciężyły w meczach ćwierćfinałowych. Final Four składał się z półfinałów, meczu o 3. miejsce oraz finału. Wszystkie mecze odbyły się w Kolonii w hali Lanxess Arena.
Losowanie odbyło się 29 kwietnia 2014.
|  |                        |                        |           |                   |    |                        |                        |       |
|  | Półfinały              | Półfinały              | Półfinały |                   |    | Finał                  | Finał                  | Finał |
|  | Półfinały              | Półfinały              | Półfinały |                   |    | Finał                  | Finał                  | Finał |
|  | 31 maja                |                        |           |                   |    |                        |                        |       |
|  |                        |                        |           |                   |    |                        |                        |       |
|  | FC Barcelona           | FC Barcelona           | 39        |                   |    |                        |                        |       |
|  | FC Barcelona           | FC Barcelona           | 39        | 1 czerwca         |    |                        |                        |       |
|  | SG Flensburg-Handewitt | SG Flensburg-Handewitt | 41        |                   |    |                        |                        |       |
|  | SG Flensburg-Handewitt | SG Flensburg-Handewitt | 41        |                   |    | SG Flensburg-Handewitt | SG Flensburg-Handewitt | 30    |
|  | 31 maja                |                        |           |                   |    | SG Flensburg-Handewitt | SG Flensburg-Handewitt | 30    |
|  |                        |                        | THW Kiel  | THW Kiel          | 28 |                        |                        |       |
|  | MKB Veszprém KC        | MKB Veszprém KC        | THW Kiel  | THW Kiel          | 28 | 26                     |                        |       |
|  | MKB Veszprém KC        | MKB Veszprém KC        |           |                   |    |                        |                        |       |
|  | THW Kiel               | THW Kiel               | 29        |                   |    |                        |                        |       |
|  | THW Kiel               | THW Kiel               | 29        | Mecz o 3. miejsce |    |                        |                        |       |
|  |                        |                        |           |                   |    |                        |                        |       |
|  | 1 czerwca              |                        |           |                   |    |                        |                        |       |
|  |                        |                        |           |                   |    |                        |                        |       |
|  | FC Barcelona           | FC Barcelona           | 26        |                   |    |                        |                        |       |
|  | FC Barcelona           | FC Barcelona           | 26        |                   |    |                        |                        |       |
|  | MKB Veszprém KC        | MKB Veszprém KC        | 25        |                   |    |                        |                        |       |
|  | MKB Veszprém KC        | MKB Veszprém KC        | 25        |                   |    |                        |                        |       |

Półfinały
| 31 maja 2014 | MKB Veszprém KC | 26:29   | THW Kiel |                                                                         |
| 15:15        | Momir Ilić 5 · László Nagy 4 · Cristian Ugalde 4 · Carlos Ruesga Pasarin 3 · Gergő Iváncsik 2 · Chema Rodríguez 2 · Renato Sulić 2 · Uroš Vilovski 2 · Péter Gulyás 1 · Tamás Iváncsik 1 | (13:13) | 7 Aron Pálmarsson · 6 Guðjón Valur Sigurðsson · 4 Filip Jícha · 3 Niclas Ekberg · 3 Patrick Wiencek · 2 Christian Sprenger · 2 Marko Vujin · 1 René Toft Hansen · 1 Christian Zeitz | Lanxess Arena, Kolonia Widzów: 20 000 Sędzia: Nenad Krstic Peter Ljubic |
| 15:15        | 3× · 3× · 1× | (13:13) | 6× · 3× | Lanxess Arena, Kolonia Widzów: 20 000 Sędzia: Nenad Krstic Peter Ljubic |

| 31 maja 2014 | FC Barcelona | 39:41 (pd.)                   | SG Flensburg-Handewitt |                                                                           |
| 18:00        | Kirił Łazarow 6 · Víctor Tomás 6 · Raúl Entrerríos 5 · Juanín García Lorenzana 5 · Nikola Karabatić 5 · Jesper Nøddesbo 5 · Siarhiej Rutenka 4 · Cédric Sorhaindo 2 · Viran Morros 1 | (17:18, 32:32, 36:36, k. 3:5) | 8 Holger Glandorf · 8 Steffen Weinhold · 6 Anders Eggert · 6 Thomas Mogensen · 4 Hampus Wanne · 2 Jim Gottfridsson · 2 Draško Nenadić · 2 Bogdan Radivojević · 2 Lasse Svan Hansen · 1 Michael V. Knudsen | Lanxess Arena, Kolonia Widzów: 20 000 Sędzia: Václav Horáček Jiří Novotný |
| 18:00        | 2× · 3× | (17:18, 32:32, 36:36, k. 3:5) | 4× · 3× | Lanxess Arena, Kolonia Widzów: 20 000 Sędzia: Václav Horáček Jiří Novotný |

Mecz o 3. miejsce
| 1 czerwca 2014 | FC Barcelona                                                                                                | 26:25  | MKB Veszprém KC |                                                                            |
| 15:15          | Siarhiej Rutenka 11 · Daniel Sarmiento 6 · Nikola Karabatić 4 · Kirił Łazarow 3 · Juanín García Lorenzana 2 | (9:10) | 7 Momir Ilić · 5 László Nagy · 4 Chema Rodríguez · 2 Péter Gulyás · 2 Iman Jamali · 2 Uroš Vilovski · 1 Gergő Iváncsik · 1 Carlos Ruesga Pasarin · 1 Cristian Ugalde | Lanxess Arena, Kolonia Widzów: 20 000 Sędzia: Andrej Gusko Siarhiej Repkin |
| 15:15          | 3× | (9:10) | 3× · 3× | Lanxess Arena, Kolonia Widzów: 20 000 Sędzia: Andrej Gusko Siarhiej Repkin |

Finał
| 1 czerwca 2014 | SG Flensburg-Handewitt | 30:28   | THW Kiel |                                                                          |
| 18:00          | Anders Eggert 7 · Lasse Svan Hansen 7 · Holger Glandorf 5 · Thomas Mogensen 4 · Steffen Weinhold 4 · Jim Gottfridsson 2 · Jacob Heinl 1 | (14:16) | 6 Aron Pálmarsson · 5 Niclas Ekberg · 5 Guðjón Valur Sigurðsson · 5 Marko Vujin · 3 Filip Jícha · 1 Wa’il Dżalluz · 1 Patrick Wiencek · 1 René Toft Hansen · 1 Christian Zeitz | Lanxess Arena, Kolonia Widzów: 20 000 Sędzia: Martin Gjeding Mads Hansen |
| 18:00          | 5× · 3× | (14:16) | 2× · 2× | Lanxess Arena, Kolonia Widzów: 20 000 Sędzia: Martin Gjeding Mads Hansen |

## Klasyfikacja strzelców
| Pozycja | Bramki | Zawodnik         | Klub                   |
| ------- | ------ | ---------------- | ---------------------- |
| 1.      | 103    | Momir Ilić       | MKB Veszprém KC        |
| 2.      | 95     | Renato Vugrinec  | RK Metalurg Skopje     |
| 3.      | 85     | Marko Vujin      | THW Kiel               |
| 4.      | 80     | Kirił Łazarow    | FC Barcelona           |
| 5.      | 79     | Gašper Marguč    | Celje Pivovarna Laško  |
| 6.      | 78     | Anders Eggert    | SG Flensburg-Handewitt |
| 7.      | 77     | Uwe Gensheimer   | Rhein-Neckar Löwen     |
| 8.      | 73     | Siarhiej Rutenka | FC Barcelona           |
| 9.      | 72     | Timur Dibirow    | RK Wardar Skopje       |
| 9.      | 72     | Nikola Karabatić | FC Barcelona           |
| 9.      | 72     | Staš Skube       | RK Gorenje Velenje     |